# Miñones de Vizcaya

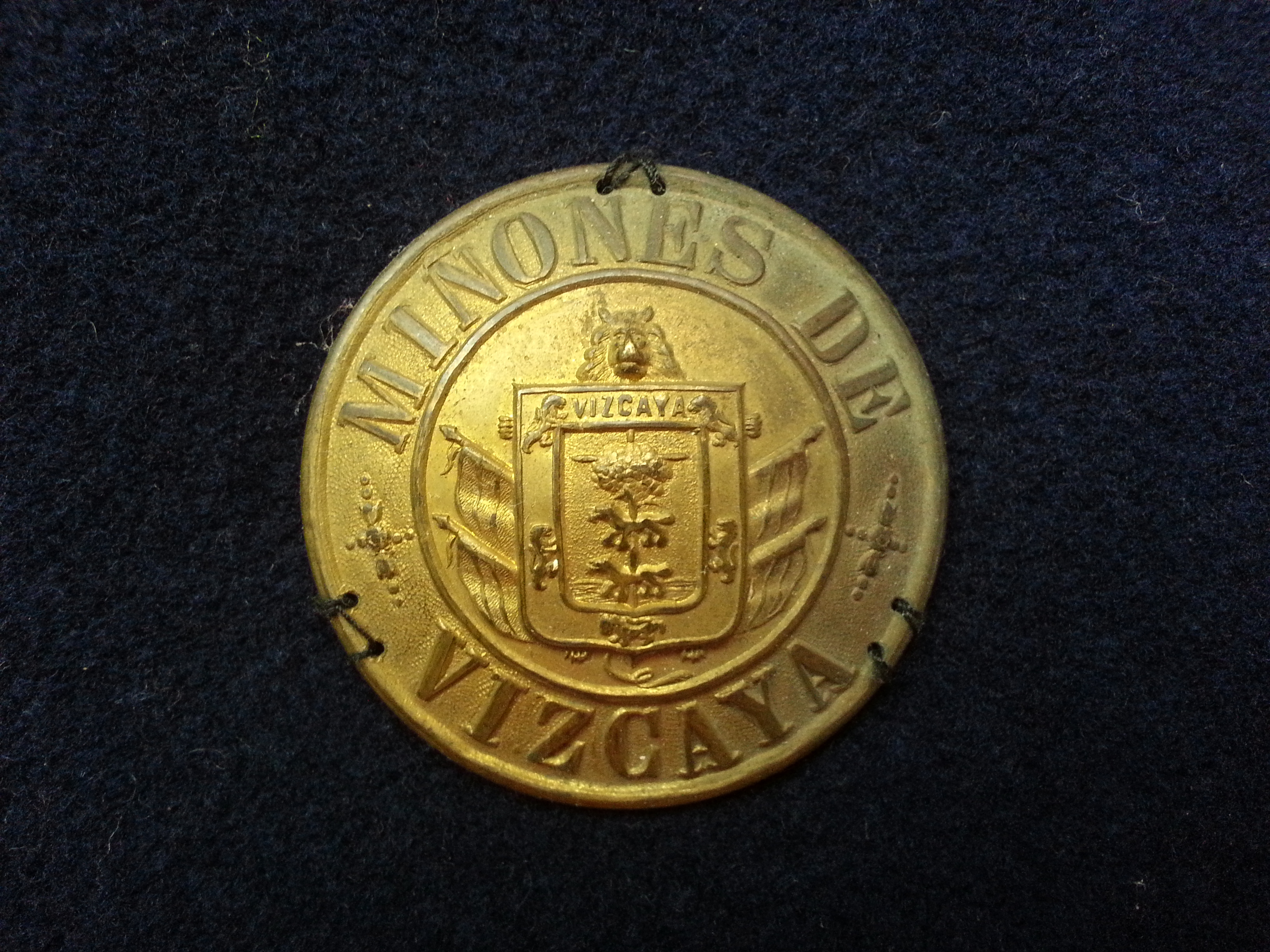
Placa de txapela de los Miñones de Vizcaya

El Cuerpo de Miñones de Vizcaya fue un cuerpo de policía foral creado bajo el auspicio de la Diputación Foral de Vizcaya. El Presidente de la Diputación y la Comisión Gestora de la misma, formada por una representación de miembros de las Juntas Generales de Vizcaya, ordenaron ya en el temprano 1784 la creación del germen de lo que en un futuro llegaría a convertirse en el Cuerpo de Miñones de Vizcaya.
Esta temprana creación, nacida con el nombre de Partida Volante, cambiaría de nombre durante el transcurso de los años, primero al de Cuerpo de Miqueletes de Vizcaya, posteriormente al de Guardia Foral y finalmente al de Miñones de Vizcaya.
El Cuerpo de Miñones de Vizcaya se convirtió en la policía más querida y eficaz que nunca había tenido la provincia ya que con su creación atajó de raíz los diferentes problemas que habían surgido con los Cuerpos anteriores que no habían sido demasiado profesionales ni policialmente eficaces.
Los Miñones de Vizcaya perdurarían en el tiempo hasta el verano del año 1937, cuando las tropas del Ejército nacional franquista ocupan la totalidad de la provincia, ordenándose el total exterminio del Cuerpo por no haberse sumado al "Glorioso Movimiento de Alzamiento Nacional". El exterminio no solo quedó en el propio Cuerpo, sino en la persecución de muchos de sus agentes, que sufrieron una represión única en la provincia, siendo varios de ellos fusilados y muchos más los encarcelados con largas condenas de cárcel, no librándose ninguno de ellos de sufrir sus particulares procesos depurativos políticos.